# Abid al-Boukhari
L’Abid al-Boukhari (arabe : عبيد البخاري, littéralement "les esclaves d'Al-Boukhari") connue sous le nom de la Garde noire, était une armée, ou guich, formée en 1088 par le sultan almoravide Youssef ben Tachfin[réf. à confirmer]. L'appellation "Garde Noire" revient au fait qu'elle était essentiellement composée de Haratins. L'armée est nommée d'après le serment fait par ses membres, juré sur la collection de hadiths de l'imam Al Boukhari.
Deux réalités coïncident sous le nom de Garde noire, la garde rapprochée du sultan, aujourd'hui devenue garde royale marocaine, et l'armée des Abid al-Boukhari.

## Sous Moulay Ismaïl
L'Abid al-Boukhari demeure au service des dynasties ayant succédé aux almoravides, et l'armée connut une restructuration majeure lors du règne du sultan Moulay Ismaïl (1645-1727). Le terme "Abid" en arabe signifie esclave, mais il fut associé aux noirs. Le royaume du Maroc est peuplé de tribus arabes et berbères mettant en question l'autorité de Moulay Ismaïl, ce qui l'amène à créer une armée. Il entreprend de constituer une armée d’esclaves pour éviter paresse ou désertion. De nombreux esclaves du monde arabe sont alors des Noirs africains, provenant de régions de religions traditionnellement animistes. Mais Moulay Ismaïl va violer la loi musulmane en enrôlant de force toutes les personnes noires du royaume, musulmanes ou affranchies, en plus des esclaves déjà présent sur le territoire marocain. Malgré une résistance des Noirs eux-mêmes et de juristes musulmans, le projet s’accomplira tout de même avec succès, à l'exception de la ville de Fès[réf. nécessaire], où la résistance de juristes influents tels que le cadi de Fès Al-Arabi Bourdellah et Muhammad bin Abdul Qadir al Fassi influents aura raison de la volonté du Sultan. La ville de Fès sera ainsi la seule a ne pas contribuer à la garde noire[réf. nécessaire]. Pour le reste, femmes et enfants ne sont pas épargnés. Les hommes formés à l'artisanat et aux arts de la guerre, les femmes aux tâches domestiques. Moulay Ismaïl les fera s'unir entre eux au début, leurs enfants devenant à leur tour de fidèles serviteurs du sultan. 
À son apogée, l'armée des Abid-al-Boukhari atteint entre 50 000 et 100 000 hommes. Le sultan incorpore une partie des soldats dans sa garde personnelle, la Garde noire, tandis que le reste sert de garnison dans les villes ou d'armée de campagne, sous le nom d'askar al-boukhari ou jaych al boukhari. Les descendants de Boukhari servent également dans l'administration. 
Ils étaient crains par les autres peuples marocains, non seulement en raison de leur statut de serviteurs du roi, mais aussi car ils patrouillaient dans les campagnes marocaines et collectaient les impôts. Ils étaient plus haut gradés que les Aluj (pluriel d'Alj), les esclaves blancs chrétiens, et grassement payés. Vers 1697-1698, on leur donna même le droit de posséder des biens. Selon le consul français Jean-Baptiste Estelle : "Ce prince a rendu son autorité et celle de ses Noirs si grande que les Blancs, qui sont les habitants de ses royaumes, en sont devenus leurs esclaves."
Après la mort de Moulay Ismaïl (1727), les Abid-al-Boukhari s'impliquent dans les intrigues politiques et leur qualité militaire s'érode. Ils cessent rapidement d'occuper les principales fonctions administratives et militaires marocaines. Après l'établissement du protectorat, la garde noire est réduite à une fonction cérémonielle.